# Очаков (протичовновий корабель)
«Оча́ков» — великий протичовновий корабель проєкту 1134Б (шифр «Беркут-Б», англ. Kara class за класифікацією НАТО) Чорноморського флоту СРСР і Російської Федерації названий на честь міста Очакова.

## Історія

### Будівництво
Закладка корабля (заводський № 2002) відбулася 19 грудня 1969 року а на суднобудівному заводі імені 61-го комунара в Миколаєві і 25 грудня того ж року зарахований до списку кораблів ВМФ СРСР.
Спущений на воду 30 квітня 1971 року. Введений в експлуатацію 4 листопада 1973 року і 28 листопада того ж року включений до складу Чорноморського флоту. Перебував у складі 30-ї дивізії надводних кораблів ЧФ.

### Бойова служба
За період служби корабель зробив дев'ять бойових походів, брав участь у навчаннях «Океан-75», «Крим-76». Нагороджений вимпелом міністра оборони СРСР «За мужність і військову доблесть». У 1977, 1979 і 1986 роках ВПК «Очаков» визнавався найкращим кораблем Військово-Морського Флоту.
Здійснив візити:
- 14—19 червня 1978 — порт Латакія (Сирія);
- 13—18 квітня 1979 — Рієка (Югославія);
- 11—16 червня 1979 — Тулон (Франція);
- 10—13 серпня 1985 — Варна (Болгарія);
- 20—24 жовтня 1986 — Гавана (Куба);
- 26—31 березня 1987 — Стамбул (Туреччина);
- 26—30 жовтня 1987 — Спліт (Югославія);
- 24—28 квітня 1989 — Констанца (Румунія);
- 8—12 травня 1990 — Спліт (Югославія);
- 11—14 червня 1990 — Таранто (Італія).

З 26 березня 1980 року по 18 липня 1984 року пройшов капітальний ремонт на Севастопольському морському заводі. В 1993 році пожежа на борту корабля значно ускладнила його технічний стан. Терміни завершення ремонту і модернізації корабля неодноразово переносилися до 2008 року, коли було прийняте остаточне рішення про списання «Очакова».
20 жовтня 2008 року корабель був виведений з території СМЗ, віддокований у плавдоці ПД-30 і поставлений на відстій в Троїцькій бухті Севастополя. 20 серпня 2011 року на кораблі був спущений військово-морський прапор.
6 березня 2014 року корабель був затоплений на вході в озеро Донузлав задля блокади кораблів ВМС ЗС України.